# 在线词典
在线词典又称线上词典，是可以通过电子设备（如个人电脑、智能手机）透過互联网進行字詞查阅的词典，种类包括单语、双语、多语、各专业词典、即时翻译服务等，可以提供比传统纸质或电子词典更为丰富的服务方式及内容。缺点是需通过網路才可查閱（部分软件兼有本地电子词典），及有些免費服务的内容可能不夠嚴謹。

## 产品
- 爱词霸
- 海词在线
- 有道词典
- 教育部國語辭典
- 汉典
- 粵典

## 另見
- 電子字典